# Drosophila serrula
Drosophila serrula este o specie de muște din genul Drosophila, familia Drosophilidae, descrisă de Tsacas în anul 1984.
Este endemică în Gabon. Conform Catalogue of Life specia Drosophila serrula nu are subspecii cunoscute.